# Gnathia virginalis
Gnathia virginalis är en kräftdjursart som beskrevs av Théodore Monod 1926. Gnathia virginalis ingår i släktet Gnathia och familjen Gnathiidae. Inga underarter finns listade i Catalogue of Life.